# Двадцять два нещастя
«Двадцять два нещастя» (інші назви: «Дві пристрасті активіста Іванова» і «П'ять Маратів») — радянський короткометражний художній фільм, знятий режисерами Сергієм Герасимовим і Сергієм Бартенєвим в 1930 році на студії «Совкіно». Прем'єра фільму відбулася 9 червня 1930 року. Фільм не зберігся.

## Сюжет
У сатиричній комедії висміюються обивателі й міщани маленького провінційного містечка, недалеко від якого стає табором велика військова частина. Тепер усі інтереси й енергія жителів зосереджуються навколо новоприбулих військовиків.

## У ролях
- Софія Магарілл —  Маргарита, художниця
- Яніна Жеймо —  Манька
- Олена Кузьміна —  Ольга
- Андрій Костричкін —  Іванов, кооператор
- Петро Соболевський —  Дозоров

## Знімальна група
- Режисери — Сергій Герасимов, Сергій Бартенєв
- Сценаристи — Іван Скоринко, С. Михайлов
- Оператор — Іван Тихомиров
- Художник — Євген Єней